# Stadion Ob Jezeru
Stadion Ob Jezeru – stadion piłkarski w Velenju, w Słowenii. Został otwarty w 1955 roku. Może pomieścić 2500 widzów. Swoje spotkania rozgrywają na nim piłkarze klubu NK Rudar Velenje.